# Kapelvej
Kapelvej er en gade på Nørrebro i København. Gaden løber mellem Nørrebrogade og Ågade og udgør den sydlige grænse for Assistens Kirkegård. Gaden har taget navn efter en tidligere kapel-bygning, der lå ved ejendommen Kapelvej 2-4.
På hjørnet af Kapelvej og Nørrebrogade lå Nørrebros Biografteater fra oktober 1905 til 27. oktober 1921, men flyttede til Nørrebrogade 37 for at få flere tilskuepladser.